# Schwarzschild (Mondkrater)
Schwarzschild ist ein Einschlagkrater auf der Mondrückseite.
Der Krater liegt im Norden der erdabgewandten Seite. Der Nordrand hat einen Winkelabstand von zirka 16,4° zum Nordpol, das entspricht einem Abstand von rund 500 km. In der Nähe befinden sich Dugan im Südwesten, Shi Shen im Nordwesten, Seares im Nordosten sowie Gamow in südöstlicher Richtung.
Der Kraterboden ist besonders im nordwestlichen Teil relativ eben. Westlich und nördlich des Mittelpunktes erheben sich einige Gebirgszüge, der südöstliche Teil wird von den Nebenkratern L im Inneren und K auf dem Kraterwall dominiert. Die Entstehungszeit des Kraters fällt in die nektarische Periode.

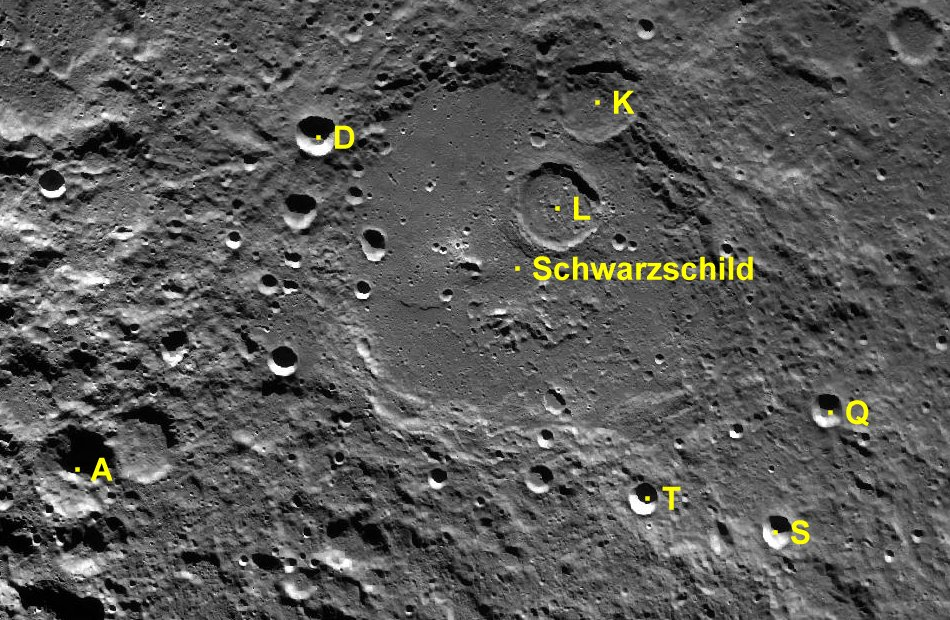
Schwarzschild mit seinen Nebenkratern, Norden ist links unten

Schwarzschild hat sieben Nebenkrater:
| Buchstabe | Position            | Durchmesser | Link |
| --------- | ------------------- | ----------- | ---- |
| A         | 78,47° N, 124,24° O | 45 km       |      |
| D         | 71,69° N, 131,75° O | 22 km       |      |
| K         | 67,35° N, 124,81° O | 41 km       |      |
| L         | 69,08° N, 121,83° O | 45 km       |      |
| Q         | 66,24° N, 108,83° O | 18 km       |      |
| S         | 67,72° N, 104,53° O | 17 km       |      |
| T         | 69,83° N, 107,63° O | 16 km       |      |

Der Krater wurde 1970 von der IAU offiziell nach dem deutschen Astronomen Karl Schwarzschild benannt.